# Сапожников, Игорь Викторович
Игорь Викторович Сапожников (род. 21 июля 1954, г. Кронштадт) — доктор исторических наук (кандидатскую работу защитил в 1987 г.), старший научный сотрудник по специальности археология (2001 г.), ведущий научный сотрудник отдела Крыма и Северо-Западного Причерноморья Института археологии Национальной академии наук Украины (Одесса, с 2006 г.). Член Международного мамонтового комитета (Санкт-Петербург) и член-представитель от Украины и Молдовы в комиссии «Верхний палеолит» Международного союза до- и протоисториков (UISPP, Лондон), член Национального союза журналистов Украины (2012 г.), Почетный гражданин Овидиополя (2015 г.), член Национального союза краеведов Украины (2018 г.).

## Биография
Родился 21 июля 1954 года в городе Кронштадт Ленинградской области РСФСР.
Окончил исторический факультет Одесского государственного университета им. И. И. Мечникова (1977 г.; кафедра археологии, древней истории и средних веков; заведующий проф. Каришковский П. О.).
Окончил заочную аспирантуру Ленинградского отделения Института археологии АН СССР под руководством ведущего специалиста по первобытной истории, проф. П. И. Борисковского (1987 г.).
Трудовую деятельность начал рабочим Ремонтно-строительного управления Ильичевского морского торгового порта (1970 г.), позже работал учителем истории и обществоведения СШ № 1 г. Ильичевска, служил в Советской армии (Запорожский топо-геодезический отряд в 1977-1979), был лаборантом новостроечных экспедиций Одесского археологического общества, Института археологии УССР и Молдавской АН (1979—1981), а также научным сотрудником Ильичевского музея художественного фарфора (1982—1983 гг.)
С 1983 работает в отделе Северо-Западного Причерноморья Института археологии НАНУ.
В 1999—2002 годах по совместительству исполнял обязанности доцента Ильичевского учебно-научного центра Одесского университета им. И. И. Мечникова, где читал лекции по истории Украины, экономической истории, религиоведению, а также разработал авторскую программу курса «Истории Украины» (1999 г.).

## Научная деятельность
Автор 280 научных работ, из которых 25 монографий и разделов коллективных монографий, а также около 270 научно-популярных статей. Был ответственным и научным редактором целого ряда опубликованных книг, сборников статей и материалов и коллективных монографий, а также является членом научно-методического Совета Одесского государственного областного архива.
Основные научные интересы связаны с археологией, в первую очередь с исследованиями позднего палеолита, мезолита и неолита степей Северного Причерноморья и Крыма. С 1968 года открыл около 70 новых памятников тех времен. Провел раскопки стоянок Чобручи (1979 г.) и Большая Аккаржа (1988-93 гг.), исследовал стоянки Зеленый Хутор I и II, Каменка, Роксоланы, Карпово, поселения Майнову Балку и др., участвовал в раскопках стоянок Ивашково VI , Анетовка II, Мира, Заскельна VI и IX, Мирное, Добрянка, Плютовище, поселения Усатово, городищ Картал, Никоний, Алтын-депе и др.
В январе 2006 г. защитил докторскую диссертацию «Поздний палеолит степей юго-запада Украины». Из отдельных направлений занимается хронологией памятников, палеоэкологией, палеоекономикой, культурно-исторической периодизацией.
Участвовал в ряде международных проектов и программ, в частности, по хронологии памятников Юга Украины (ИА НАНУ и университет Сорбонна-2), а также каменной сырьевой базы (Эконет, 2005—2006). Был участником более 50 научных конференций, симпозиумов и конгрессов разного уровня в разных странах.
В течение шести лет был начальником Буго-Днестровской новостроечной экспедиции ИА НАНУ (1988—1993 гг), которая проводила разведки в зонах строительства оросительных систем, водо- и газопроводов, дорог и железных дорог, а также по программе создания «Свода памятников истории и культуры Украины». В ходе этих работ экспедиция обнаружила в Одесской области свыше 500 новых памятников (стоянок, поселений, курганов и др.). Кроме того, экспедиция исследовала поселение эпохи поздней бронзы Старое Бугово (1992 г.).
В составе других новостроечных экспедиций как начальник отряда или заместитель начальника экспедиции самостоятельно раскопал более 50 курганов на территории Украины и Молдовы.

## Монографии
- Палеолит степей Нижнего Приднестровья. — Ч. І.: Памятники нижнего и раннего этапа позднего палеолита. — Одесса, 1994.

- Хозяйство и культура населения Южного Побужья в позднем палеолите и мезолите. — Одесса, СПб., 1995. — Соавт. Г. В. Сапожникова[укр.] (1) и Г. Ф. Коробкова (2).
- Намогильные памятники населения степей Нижнего Приднестровья (конец XVIII — первая половина XIX вв.). — Одесса, 1997.
- Запорожские и черноморские казаки в Хаджибее и Одессе (1770—1820-е годы). — Одесса, 1998. співавтор Г. В. Сапожникова[укр.]
- Греки под Одессой: Очерки истории поселка Александровка с древнейших времен до начала XX века. — Одесса — Ильичевск: «Элтон-2» — «Гратек», 1999. — Соавт. Л. Г. Белоусова (2).
- Описание Одессы и Северного Причерноморья 1780-х годов. — Ильичевск: «Элтон-2»-«Гратек», 1999.
- Каменные кресты предместий Одессы (конец XVIII—XIX вв.) — Ильичевск: «Элтон-2»-«Гратек», 1999.
- Большая Аккаржа: хозяйство и культура позднего палеолита Степной Украины. — К.: «Шлях», 2003. (Сер. "Кам’яна доба України. — Вип. 3).
- Минувшина багряних степів: нариси з історії Овідіопольського району. — Одеса, 2007. співавтор С. С. Аргатюк.
- Матеріали з історичної географії та етнографії дельти Дунаю. — Іллічівськ, 1998